# Paróquia São José (Timóteo)
A Paróquia São José é uma divisão da Igreja Católica sediada no município brasileiro de Timóteo, no interior do estado de Minas Gerais. A paróquia faz parte da Diocese de Itabira-Fabriciano, estando situada na Região Pastoral III. Foi criada em 25 de outubro de 1959.

## História
A primeira igreja sede paroquiana, a Igreja São José Operário, localizada no Centro-Norte (Centro de Acesita), foi construída pela Acesita (atual Aperam South America) para a celebração das atividades religiosas dos fiéis da vila operária da empresa e teve sua inauguração em 1947. Até a criação da paróquia no final da década de 1950, as atividades da comunidade local foram subordinadas à Paróquia São Sebastião de Coronel Fabriciano. Ainda em 1950 teve início a construção da Igreja Matriz de São José do bairro Timirim. Concluída somente 27 anos depois, foi baseada na Basílica de São Pedro, no Vaticano.
Apesar da construção da Matriz no Timirim, a Igreja São José Operário de Acesita continuou a concentrar boa parte das celebrações da paróquia. No entanto, esse templo possui limitações de público, em função do tamanho, e no intuito de preservar suas características originais a paróquia foi proibida judicialmente de expandi-lo em 2014. A igreja do Timirim, por sua vez, encontra-se relativamente afastada e tem limitações com vagas de estacionamento e acessibilidade. Por essas razões, foi construída uma nova igreja atrás da Igreja de Acesita, destinada a ser a nova Igreja Matriz de São José, inaugurada em 14 de dezembro de 2023.

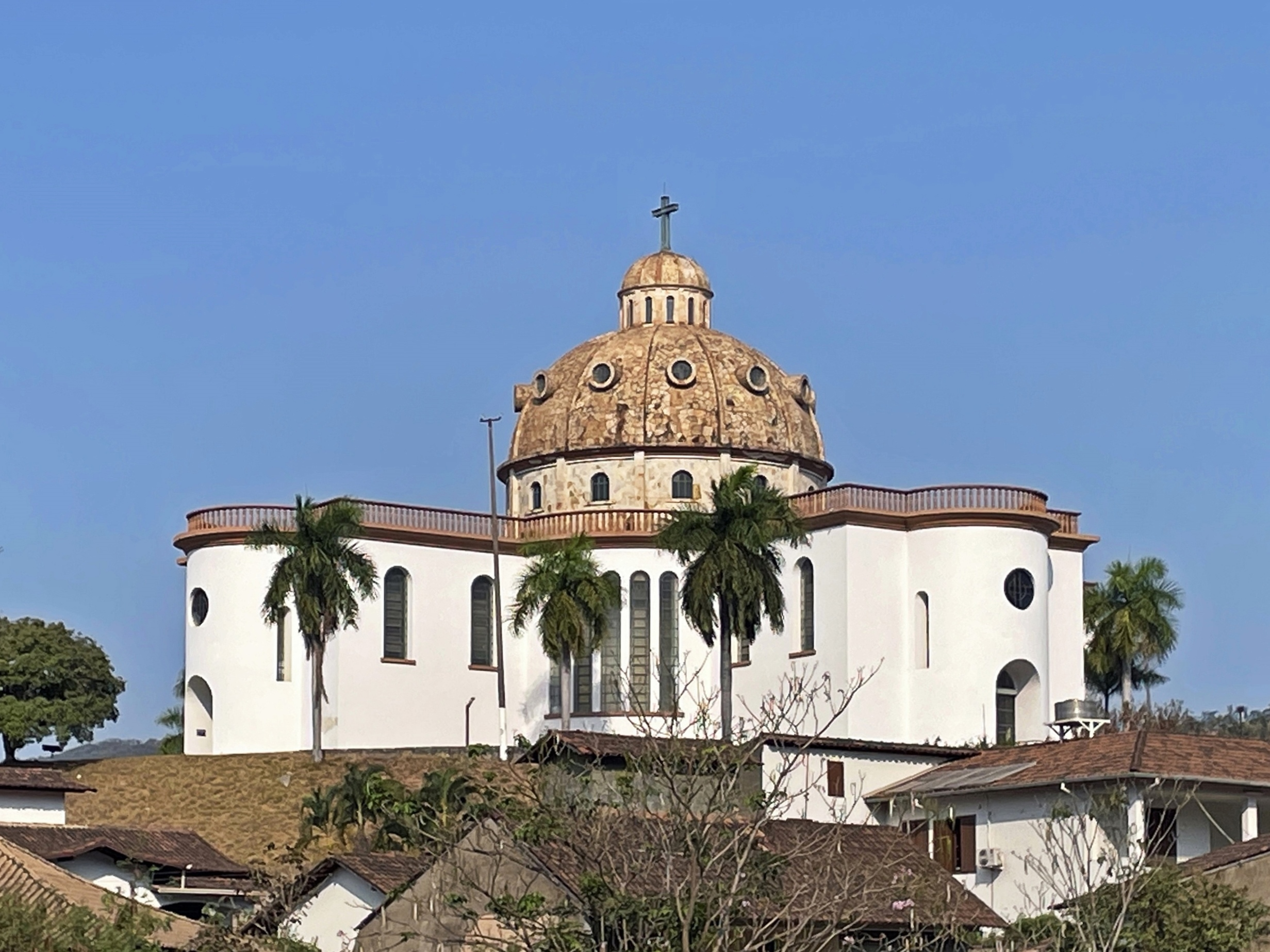
Igreja do Timirim, construída como Igreja Matriz de São José.
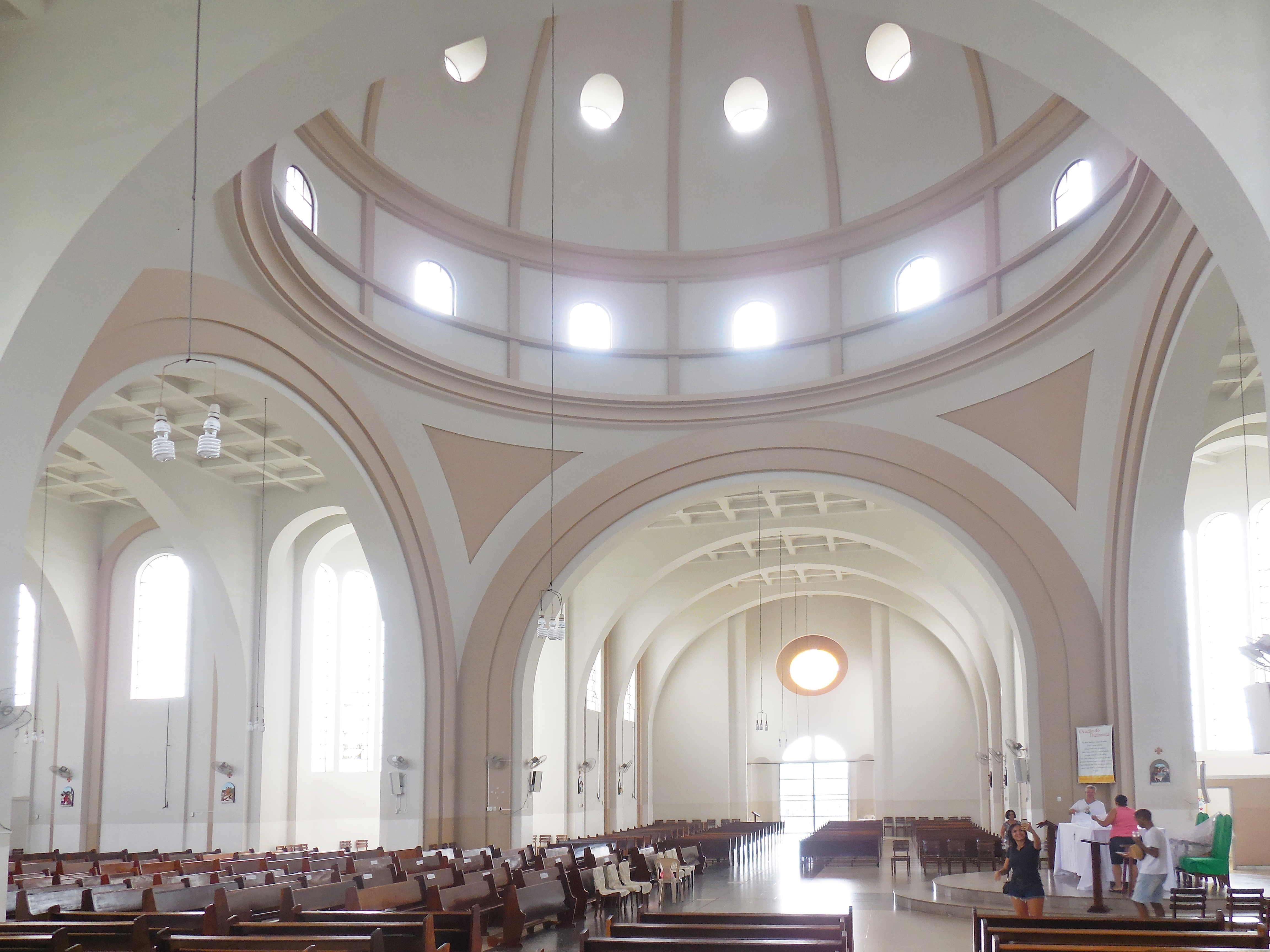
Interior da Igreja do Timirim
Igreja de Santa Ana no bairro Ana Moura, uma das comunidades da paróquia.